# Tour de Suisse 2023
86. ročník etapového cyklistického závodu Tour de Suisse se konal mezi 11. a 18. červnem 2023 ve Švýcarsku. Celkovým vítězem se stal Dán Mattias Skjelmose Jensen z týmu Trek–Segafredo. Na druhém a třetím místě se umístili Španěl Juan Ayuso (UAE Team Emirates) a Belgičan Remco Evenepoel (Soudal–Quick-Step). Závod byl součástí UCI World Tour 2023 na úrovni 2.UWT a byl dvacátým čtvrtým závodem tohoto seriálu.
Závod byl zasažen úmrtím Gina Mädera ze sestavy Team Bahrain Victorious, jenž zahynul 16. června po nehodě v závěrečném sjezdu páté etapy. Šestá etapa byla následně neutralizována a účastníci závodu absolvovali na jeho počest závěrečných 20 km etapy v nezávodním tempu. Po konzultaci s týmy a rodinou Mädera se organizátoři rozhodli zachovat trasy posledních 2 etap závodu beze změn, avšak posledních 18,8 km sedmé etapy bylo neutralizováno, tudíž čas do celkového pořadí byl započítán z tohoto bodu.

## Týmy
Závodu se zúčastnilo všech 18 UCI WorldTeamů a 5 UCI ProTeamů. Týmy Israel–Premier Tech, Lotto–Dstny a Team TotalEnergies dostaly automatické pozvánky jako 3 nejlepší UCI ProTeamy sezóny 2022, další 2 UCI ProTeamy (Q36.5 Pro Cycling Team a Tudor Pro Cycling Team) pak byly vybrány organizátory závodu, IMG. Všechny týmy přijely se sedmi jezdci, celkem se tak na start postavilo 161 závodníků. Před startem sedmé etapy ze závodu odstoupily kvůli úmrtí Gina Mädera týmy Intermarché–Circus–Wanty, Tudor Pro Cycling Team a Team Bahrain Victorious. Do cíle v Abtwilu dojelo 110 z nich.
UCI WorldTeamy
- AG2R Citroën Team
- Alpecin–Deceuninck
- Arkéa–Samsic
- Astana Qazaqstan Team
- Bora–Hansgrohe
- Cofidis
- EF Education–EasyPost
- Groupama–FDJ
- Ineos Grenadiers
- Intermarché–Circus–Wanty
- Movistar Team
- Soudal–Quick-Step
- Team Bahrain Victorious
- Team DSM
- Team Jayco–AlUla
- Team Jumbo–Visma
- Trek–Segafredo
- UAE Team Emirates

UCI ProTeamy
- Israel–Premier Tech
- Lotto–Dstny
- Q36.5 Pro Cycling Team
- Team TotalEnergies
- Tudor Pro Cycling Team

## Trasa a etapy
| Etapa         | Datum         | Trasa                      | Vzdálenost       | Typ       | Typ                  | Vítěz                          |           |
| ------------- | ------------- | -------------------------- | ---------------- | --------- | -------------------- | ------------------------------ | --------- |
| 1             | 11. června    | Einsiedeln – Einsiedeln    | 12,7 km (7,9 mi) |           | Individuální časovka | Stefan Küng (SUI)              |           |
| 2             | 12. června    | Beromünster – Nottwil      | 173,7 km         |           | Zvlněná etapa        | Biniam Girmay (ERI)            |           |
| 3             | 13. června    | Tafers – Villars-sur-Ollon | 143,8 km         |           | Horská etapa         | Mattias Skjelmose Jensen (DEN) |           |
| 4             | 14. června    | Monthey – Leukerbad        | 152,5 km         |           | Horská etapa         | Felix Gall (AUT)               |           |
| 5             | 15. června    | Fiesch – La Punt           | 211 km           |           | Horská etapa         | Juan Ayuso (ESP)               |           |
| 6             | 16. června    | La Punt – Oberwil-Lieli    | 215,3 km         |           | Zvlněná etapa        | Etapa neutralizována           |           |
| 7             | 17. června    | Tübach – Weinfelden        | 183,5 km         |           | Zvlněná etapa        | Remco Evenepoel (BEL)          |           |
| 8             | 18. června    | St. Gallen – Abtwil        | 25,7 km          |           | Individuální časovka | Juan Ayuso (ESP)               |           |
| Celková délka | Celková délka | Celková délka              | Celková délka    | 1118,2 km | 1118,2 km            | 1118,2 km                      | 1118,2 km |

## Průběžné pořadí
| Etapa          | Vítěz             | Celkové pořadí    | Bodovací soutěž | Vrchařská soutěž  | Soutěž mladých jezdců | Soutěž týmů       |
| -------------- | ----------------- | ----------------- | --------------- | ----------------- | --------------------- | ----------------- |
| 1              | Stefan Küng       | Stefan Küng       | Stefan Küng     | neuděleno         | Remco Evenepoel       | Soudal–Quick-Step |
| 2              | Biniam Girmay     | Stefan Küng       | Wout van Aert   | Nickolas Zukowsky | Remco Evenepoel       | Soudal–Quick-Step |
| 3              | Mattias Skjelmose | Mattias Skjelmose | Wout van Aert   | Nickolas Zukowsky | Mattias Skjelmose     | Ineos Grenadiers  |
| 4              | Felix Gall        | Felix Gall        | Wout van Aert   | Lilian Calmejane  | Felix Gall            | Ineos Grenadiers  |
| 5              | Juan Ayuso        | Mattias Skjelmose | Wout van Aert   | Pascal Eenkhoorn  | Mattias Skjelmose     | AG2R Citroën Team |
| 6              | Neutralizováno    | Mattias Skjelmose | Wout van Aert   | Pascal Eenkhoorn  | Mattias Skjelmose     | AG2R Citroën Team |
| 7              | Remco Evenepoel   | Mattias Skjelmose | Wout van Aert   | Pascal Eenkhoorn  | Mattias Skjelmose     | AG2R Citroën Team |
| 8              | Juan Ayuso        | Mattias Skjelmose | Wout van Aert   | Pascal Eenkhoorn  | Mattias Skjelmose     | AG2R Citroën Team |
| Konečné pořadí | Konečné pořadí    | Mattias Skjelmose | Wout van Aert   | Pascal Eenkhoorn  | Mattias Skjelmose     | AG2R Citroën Team |

- Ve 2. etapě nosil Wout van Aert, jenž byl třetí v bodovací soutěži, černý dres, neboť lídr této klasifikace Stefan Küng nosil žlutý dres lídra celkového pořadí a druhý závodník této klasifikace Remco Evenepoel nosil bílý dres pro lídra soutěže mladých jezdců.
- Ve 4. etapě nosil Remco Evenepoel, jenž byl druhý v soutěži mladých jezdců, bílý dres, neboť lídr této klasifikace Mattias Skjelmose Jensen nosil žlutý dres pro lídra celkového pořadí.
- V 5. etapě nosil Mattias Skjelmose Jensen, jenž byl druhý v soutěži mladých jezdců, bílý dres, neboť lídr této klasifikace Felix Gall nosil žlutý dres pro lídra celkového pořadí.
- V etapách 6 – 8 nosil Felix Gall, jenž byl druhý v soutěži mladých jezdců, bílý dres, neboť lídr této klasifikace Mattias Skjelmose Jensen nosil žlutý dres pro lídra celkového pořadí.

## Konečné pořadí
| Legenda | Legenda                         | Legenda | Legenda                               |
| ------- | ------------------------------- | ------- | ------------------------------------- |
|         | Označuje lídra celkového pořadí |         | Označuje lídra soutěže mladých jezdců |
|         | Označuje lídra bodovací soutěže |         | Označuje lídra vrchařské soutěže      |
|         | Označuje lídra soutěže týmů     |         |                                       |

### Celkové pořadí
| Pořadí | Jezdec                         | Tým                   | Čas         |
| ------ | ------------------------------ | --------------------- | ----------- |
| 1      | Mattias Skjelmose Jensen (DEN) | Trek–Segafredo        | 21h 17' 19" |
| 2      | Juan Ayuso (ESP)               | UAE Team Emirates     | + 9"        |
| 3      | Remco Evenepoel (BEL)          | Soudal–Quick-Step     | + 45"       |
| 4      | Wilco Kelderman (NED)          | Team Jumbo–Visma      | + 2' 09"    |
| 5      | Romain Bardet (FRA)            | Team DSM              | + 2' 41"    |
| 6      | Rigoberto Uran (COL)           | EF Education–EasyPost | + 2' 47"    |
| 7      | Cian Uijtdebroeks (BEL)        | Bora–Hansgrohe        | + 3' 04"    |
| 8      | Felix Gall (AUT)               | AG2R Citroën Team     | + 3' 25"    |
| 9      | Dylan Teuns (BEL)              | Israel–Premier Tech   | + 4' 29"    |
| 10     | Harold Tejada (COL)            | Astana Qazaqstan Team | + 4' 57"    |

### Bodovací soutěž
| Pořadí | Jezdec                         | Tým                | Body |
| ------ | ------------------------------ | ------------------ | ---- |
| 1      | Wout van Aert (BEL)            | Team Jumbo–Visma   | 52   |
| 2      | Remco Evenepoel (BEL)          | Soudal–Quick-Step  | 40   |
| 3      | Mattias Skjelmose Jensen (DEN) | Trek–Segafredo     | 32   |
| 4      | Juan Ayuso (ESP)               | UAE Team Emirates  | 30   |
| 5      | Felix Gall (AUT)               | AG2R Citroën Team  | 20   |
| 6      | Quinten Hermans (BEL)          | Alpecin–Deceuninck | 10   |
| 7      | Stan Dewulf (BEL)              | AG2R Citroën Team  | 10   |
| 8      | Kristian Sbaragli (ITA)        | Alpecin–Deceuninck | 9    |
| 9      | Cian Uijtdebroeks (BEL)        | Bora–Hansgrohe     | 6    |
| 10     | Michael Gogl (AUT)             | Alpecin–Deceuninck | 6    |

### Vrchařská soutěž
| Pořadí | Jezdec                         | Tým                    | Body |
| ------ | ------------------------------ | ---------------------- | ---- |
| 1      | Pascal Eenkhoorn (NED)         | Lotto–Dstny            | 44   |
| 2      | Sergio Higuita (COL)           | Bora–Hansgrohe         | 28   |
| 3      | Juan Ayuso (ESP)               | UAE Team Emirates      | 26   |
| 4      | Felix Gall (AUT)               | AG2R Citroën Team      | 24   |
| 5      | Nickolas Zukowsky (CAN)        | Q36.5 Pro Cycling Team | 17   |
| 6      | Wout van Aert (BEL)            | Team Jumbo–Visma       | 16   |
| 7      | Wilco Kelderman (NED)          | Team Jumbo–Visma       | 14   |
| 8      | Julien Bernard (FRA)           | Trek–Segafredo         | 13   |
| 9      | Mattias Skjelmose Jensen (DEN) | Trek–Segafredo         | 12   |
| 10     | Silvan Dillier (SUI)           | Alpecin–Deceuninck     | 12   |

### Soutěž mladých jezdců
| Pořadí | Jezdec                         | Tým               | Čas         |
| ------ | ------------------------------ | ----------------- | ----------- |
| 1      | Mattias Skjelmose Jensen (DEN) | Trek–Segafredo    | 21h 17' 19" |
| 2      | Juan Ayuso (ESP)               | UAE Team Emirates | + 9"        |
| 3      | Remco Evenepoel (BEL)          | Soudal–Quick-Step | + 45"       |
| 4      | Cian Uijtdebroeks (BEL)        | Bora–Hansgrohe    | + 3' 04"    |
| 5      | Felix Gall (AUT)               | AG2R Citroën Team | + 3' 25"    |
| 6      | Romain Grégoire (FRA)          | Groupama–FDJ      | + 8' 42"    |
| 7      | Welay Hagos Berhe (ETH)        | Team Jayco–AlUla  | + 11' 22"   |
| 8      | Tom Pidcock (GBR)              | Ineos Grenadiers  | + 21' 32"   |
| 9      | Kevin Vermaerke (USA)          | Team DSM          | + 29' 32"   |
| 10     | Ewen Costiou (FRA)             | Arkéa–Samsic      | + 33' 45"   |

### Soutěž týmů
| Pořadí | Tým                   | Čas         |
| ------ | --------------------- | ----------- |
| 1      | AG2R Citroën Team     | 64h 28' 19" |
| 2      | Israel–Premier Tech   | + 2' 35"    |
| 3      | Ineos Grenadiers      | + 5' 22"    |
| 4      | Team Jayco–AlUla      | + 6' 19"    |
| 5      | Bora–Hansgrohe        | + 9' 35"    |
| 6      | Groupama–FDJ          | + 11' 04"   |
| 7      | EF Education–EasyPost | + 14' 58"   |
| 8      | Soudal–Quick-Step     | + 19' 12"   |
| 9      | Trek–Segafredo        | + 19' 30"   |
| 10     | Team Jumbo–Visma      | + 23' 43"   |